# Анастас Стоянов (композитор)
Вижте пояснителната страница за други личности с името Анастас Стоянов.
Анастас Андреев Стоянов е български композитор, музикален педагог и общественик.

## Биография
Роден е на 23 август 1854 г. в Шумен. Учи музика при вуйчо си Добри Войников и Михай Шафран. През 1877 г. завършва „Робърт колеж“ в Цариград. След завършването си, една година е учител по музика в Цариград, а след това до 1895 г. в Шумен и в Русе. Основава музикалното дружество „Гусла“ в Шумен. Почива на 6 октомври 1930 г.
Негови синове са композиторът Веселин Стоянов и пианистът Андрей Стоянов.

## Творчество
През 1883 – 1887 г. в Русе отпечатва сборника в две части „20 училищни песни“. Издава множество вокални и инструментални произведения съвместно с Рачо Рачев. Автор е на първите нотни записи на български народни песни с неравноделни размери. Композира пиеси за пиано.